# Luis Araquistáin
Luis Araquistáin Quevedo (Santander, 18 de juny de 1886 - Ginebra, 8 d'agost de 1959) va ser un escriptor i polític espanyol.

## Biografia
Membre des de la seva joventut del Partit Socialista Obrer Espanyol, va pertànyer al cercle de Francisco Largo Caballero i Tomás Meabe, a qui li unia una gran amistat. A les eleccions generals espanyoles de 1931 fou elegit diputat per Bilbao. El 1932 va ser ambaixador a Alemanya i al juliol de 1936, va ser nomenat ambaixador a França i es va encarregar de la compra d'armes per a abastir l'exèrcit republicà durant la Guerra Civil espanyola fins a maig de 1937.
Va ser director de les revistes Espanya, Claridad i Leviatán. El seu caràcter marcadament revolucionari a l'inici de la guerra es va anar temperant cap a un socialisme més europeu en el qual arriba a afirmar la necessitat d'un gran pacte després de la guerra entre els demòcrates, monàrquics i republicans, per a fer una transició pacífica del franquisme a la democràcia. Això li comportarà l'enemistat d'alguns però li obrirà les portes als membres moderats del PSOE. Es va exiliar a Gran Bretanya i a Suïssa després de la guerra, on va morir el 1959.

## Assajos
- El arca de Noé, 1926.
- El ocaso de un régimen, 1930.
- La guerra desde Londres, 1942.
- El krausismo en España, editado por vez primera el 1960.
- El pensamiento español contemporáneo, 1962.
- La revolución mejicana : sus orígenes, sus hombres, su obra, 1930.
- Sobre la guerra civil y la emigración, publicat recentment a Madrid, 1983. ISBN 84-239-2116-6 amb introducció de Javier Tusell.